# 리히텐슈타인의 국장

리히텐슈타인의 국장

리히텐슈타인의 국장은 리히텐슈타인을 상징하는 문장으로, 왕관이 올려진 망토 가운데에는 방패가 그려져 있다.
방패 왼쪽 상단에는 실레시아를, 오른쪽 상단에는 쿠엔링 왕족을, 왼쪽 하단에는 트로파우 대공을, 오른쪽 하단에는 리트베르크를 상징하는 문양이 그려져 있으며, 방패 가운데에는 노란색과 빨간색 두 가지 색으로 구성된 가로 줄무늬 문양의 방패가 그려져 있다.

리히텐슈타인의 소형 국장

## 같이 보기
- 리히텐슈타인의 국기